# Оттати
Оттати (итал. Ottati) — коммуна в Италии, располагается в регионе Кампания, в провинции Салерно.
Население составляет 809 человек (2008 г.), плотность населения составляет 15 чел./км². Занимает площадь 53 км². Почтовый индекс — 84020. Телефонный код — 0828.
Покровителем коммуны почитается священномученик Власий Севастийский, празднование 3 февраля.

## Демография
Динамика населения:

## Администрация коммуны
- Официальный сайт: https://web.archive.org/web/20080415004330/http://ottati.asmenet.it/